# Konrad I. Nemški
Konrad I. Mlajši (nemško Konrad) je bil od leta 911 do 918 kralj Vzhodnofrankovske države,  * okoli 881, † 23. december 918.
Bil je prvi frankovski kralj, ki ni bil iz Karolinške dinastije, prvi, ki ga je izvolilo plemstvo, in prvi, ki je bil maziljen. Za kralja so ga izbrali vladarji vzhodnofrankovskih vojvodin po smrti mladega kralja Ludvika Otroka. Po narodnosti je bil Frank in je pred izvolitvijo od leta 906 vladal v Frankovski.

## Zgodnje življenje
Konrad je bil sin Konrada Starejšega, vojvode Turingije, in njegove žene Glismode. Glismoda je bila verjetno sorodnica Ote, žene karolinškega cesarja Arnulfa Koroškega in matere Ludvika Otroka. Konradini, grofje v frankovski regiji Lahngau, so bili zvesti podporniki Karolingov in hkrati močni tekmeci  sinov babenberškega vojvode Henrika Frankovskega z gradu Bamberg. Leta 906 sta se stranki spopadli blizu Fritzlarja. Konrad Starejši in dva od treh bratov Babenberžanov so bili v spopadu ubiti. Kralj Ludvik Otrok je nato stopil na stran Konradinov. Adalbert, tretji brat Babenberžan, je bil kmalu zatem aretiran in usmrčen, čeprav mu je varnost obljubil kraljev kancler, nadškof Hatto I. iz Mainza. Konrad je nato postal nesporni vladar vse Frankovske, vendar mu po smrti strica, vojvode Gebharda, ni uspelo razširiti vladavine Konradinov nad zahodno Lotaringijo.

## Vladanje
Po smrti Ludvika Otroka so vladarji Saške, Švabske in Bavarske 10. novembra 911   v Forchheimu za kralja Vzhodne Frankovske  izvolili Konrada. Z njegovo izvolitvijo so preprečili, da bi vzhodnofrankovski prestol  zasedel Ludvikov  karolinški sorodnik Karel Preprosti, kralj Zahodnofrankovske države. Konrad je bil izbran kot eden od Konradinov, po materini strani sorodnik  pokojnega kralja. Konradov tekmec Reginar, vojvoda Lotaringije, mu ni hotel priseči zvestobe in se je pridružil Zahodni Frankovski.
Konrad I. je kot eden od vojvod zelo težko vzpostavil svojo oblast nad drugimi  vojvodami. Henrik Saški se mu je upiral do leta 915, boj proti bavarskemu vojvodi Arnulfu pa je Konrada I. stal življenja. Švabski vojvoda Burchard II. je zahteval in tudi dobil več avtonomije. Arnulf Bavarski je med svojim uporom na pomoč poklical Madžare in po porazu pobegnil na Ogrsko. Kot izdajalec je bil obsojen na smrt, vendar mu je uspelo izogniti se usmrtitvi.
Leta 913 se je Konrad I. poročil s Kunigundo, vdovo mejnega grofa Liutpolda Bavarskega in sestro švabskega grofa Erchangerja.  Z njo je imel otroka Kunigundo in Hermana, oba rojena leta 913.
Leta 913 se je Konradu I. ponovno uprl Erchanger  in naslednje leto ujel Konradovega glavnega svetovalca  Salomona III., škofa Konstance. Erchanger je bil nato izgnan, a je kljub temu uspel v bitki pri Konstanškem jezeru  poraziti kraljevo vojsko. Nazadnje je bil na zboru plemstva v Hohenaltheim aretiran zaradi izdaje in 21. januarja 917 skupaj z bratom Bertholdom usmrčen.
Konradova vladavina je bila stalen in na splošno neuspešen boj za ohranitev oblasti nad naraščajočo močjo lokalnih vojvod. Njegovi vojaški pohodi proti Karlu Preprostemu za ponovno pridobitev Lotaringije in cesarskega mesta Aachen so bili neuspešni. Trierski nadškof Ratbod je leta 913 postal celo zahodnofrankovski kancler. Konradovo kraljestvo je bilo od  katastrofalnega poraza bavarskih sil v bitki pri Bratislavi leta 907 izpostavljeno tudi nenehnim napadom Madžarov. Vse to je povzročilo precejšen upad njegove avtoritete. Njegov poskus, da bi na sinodi v Hohenaltheimu leta 916 mobiliziral vzhodnofrankovsko škofijo, ki jo je vodil bremenski nadškof Unni, ni bil dovolj, da bi nadomestil druge neuspehe. Po več spopadih se je Konrad uspel sporazumeti vsaj z vojvodo Henrikom Saškim. Nemirna švabska vojvoda Erchanger, usmrčen leta 917, in Burchard II. sta bila stalna grožnja, tako kot bavarski vojvoda Arnulf. 
Hudo ranjen v eni od svojih bitk z Arnulfom je
Konrad 23. decembra 918 umrl v svoji rezidenci na gradu Weilburg. Pokopan je bil v stolnici v Fuldi.

## Zapušćina
Po Res gestae Saxonicae kronista Widukinda Corveyskega je Konrad na smrtni postelji prepričal svojega mlajšega brata Eberharda, naj kraljevo krono  ponudi saškemu vojvodi Henriku Ptičarju, enemu njegovih glavnih nasprotnikov, saj je menil, da je Henrik edini vojvoda, ki je sposoben obdržati kraljestvo skupaj kljub notranjim rivalstvom med vojvodi in nenehnimi napadi Madžarov. Konradov nasvet so Eberhard in drugi frankovski plemiči sprejeli šele maja 919 in na zboru v  Fritzlarju za kralja izvolili Henrika kot Henrika I. Kraljevstvo Frankov je postalo kraljestvo Sasov, ki so med osvajanji Karla Velikega močno trpeli in bili ponosni na svojo identiteto.
Eberhard je nasledil Konrada kot frankovski vojvoda, vendar je bil leta 939 ubit v bitki pri Andernachu med svojim  uporom proti cesarju Otonu I. Frankovska vojvodina je do leta 1024 postala neposredna cesarska posest Otonske dinastije.